# 弗罗贝河畔克雷讷
弗罗贝河畔克雷讷（法語：Crennes-sur-Fraubée，法語發音：[kʁɛn syʁ fʁobe]）是法国马耶讷省的一个市镇，属于马耶讷区。

## 地理
弗罗贝河畔克雷讷（48°22'42"N, 0°16'43"W）面积12.77 平方千米，位于法国卢瓦尔河地区大区马耶讷省，该省份为法国西北部内陆省份，北起芒什省和奧恩省，西接伊勒-维莱讷省，南至曼恩-卢瓦尔省，东临萨尔特省。
与弗罗贝河畔克雷讷接壤的市镇（或旧市镇、城区）包括：普雷昂帕伊-圣桑松、维勒帕伊、雅夫龙-莱沙佩勒、勒阿姆、维莱讷拉瑞埃勒、阿韦尔通、热夫尔。

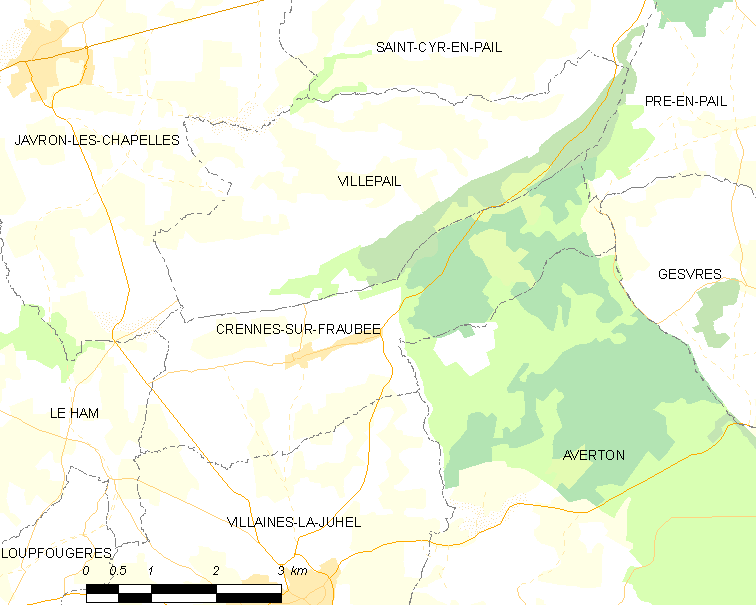
弗罗贝河畔克雷讷的OSM定位图

弗罗贝河畔克雷讷的时区为UTC+01:00、UTC+02:00（夏令时）。

## 行政
弗罗贝河畔克雷讷的邮政编码为53700，INSEE市镇编码为53085。

## 政治
弗罗贝河畔克雷讷所属的省级选区为维莱讷拉瑞埃勒县。

## 人口

1962-2008年间弗罗贝河畔克雷讷人口变化图示

弗罗贝河畔克雷讷于2022年1月1日时的人口数量为197人。